# PEGIDA

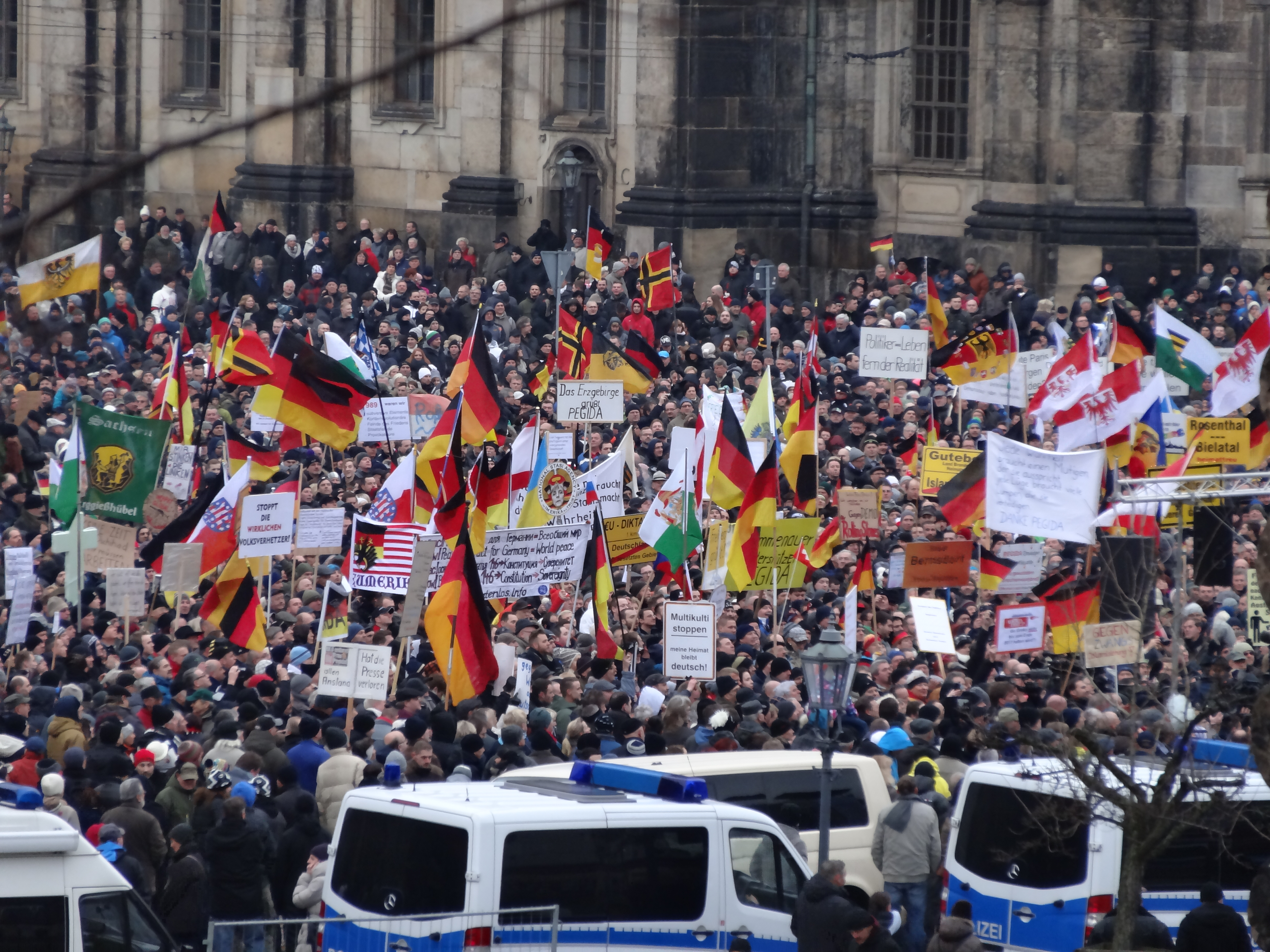
Demonstrații la 25 ianuarie 2015

PEGIDA (prescurtare pentru Patriotische Europäer gegen die Islamisierung des Abendlandes, traducere: Patrioții Europeni împotriva Islamizării Vestului) este o organizație populistă de dreapta, fondată în Dresda, ce organizează din octombrie 2014 demonstrații împotriva procesului de „islamizare” a Germaniei și Europei. Demonstrațiile săptămânale au început pe 20 octombrie 2014 (la fel în Dresda) împotriva politicii europene și germane de azil și imigrație, greșită in opinia lor. Începând cu 19 decembrie 2014 a fost înregistrată simbolul PEGIDA, ca al unei asociației. 
La primele proteste au participat doar câteva sute de persoane (350-500), la mijlocul lunii decembrie, numărul lor a depășit 15 000, iar la protestele din 12 ianuarie (2015) s-au adunat 25 000 de demonstranți.
Demonstrații similare au loc în alte orașe germane. Contra-demonstrații au avut loc în mai multe orașe. 

## Context
Respectivele tendințe sociale din Germania sunt influențate și de acțiunile milițiilor teroriste ale Statului Islamic din Orientul Apropiat, pentru care tocmai islamizarea este scopul principal. „În fiecare seară și în fiecare zi, oamenii află câte ceva despre terorismul islamist. Este normal să apară temeri, iar modul de percepție și de diferențiere a islamului de către oameni să fie tulburat”, a declarat fostul președinte al Bundestag-ului, social-democratul Wolfgang Thierse.
La toate acestea, se adaugă și veștile despre jihadiștii germani, care revin acasă după ce au luptat pentru Statul Islamic în Siria și Irak. Ei sunt priviți cu multă neîncredere de germanii de rând, fiind și în centrul atenției serviciilor de informații.
În luna septembrie (2014), acțiunile așa-numitei „Poliții a Șariei”, au amplificat și mai mult senzația unora dintre germani că islamizarea țării este un proces real, care crește în intensitate. Autointitulate „patrule ale moralității” au ieșit pe străzile din Wuppertal și au cerut tinerilor să renunțe la consumul de alcool și la jocurile de noroc. 

## Viziuni politice

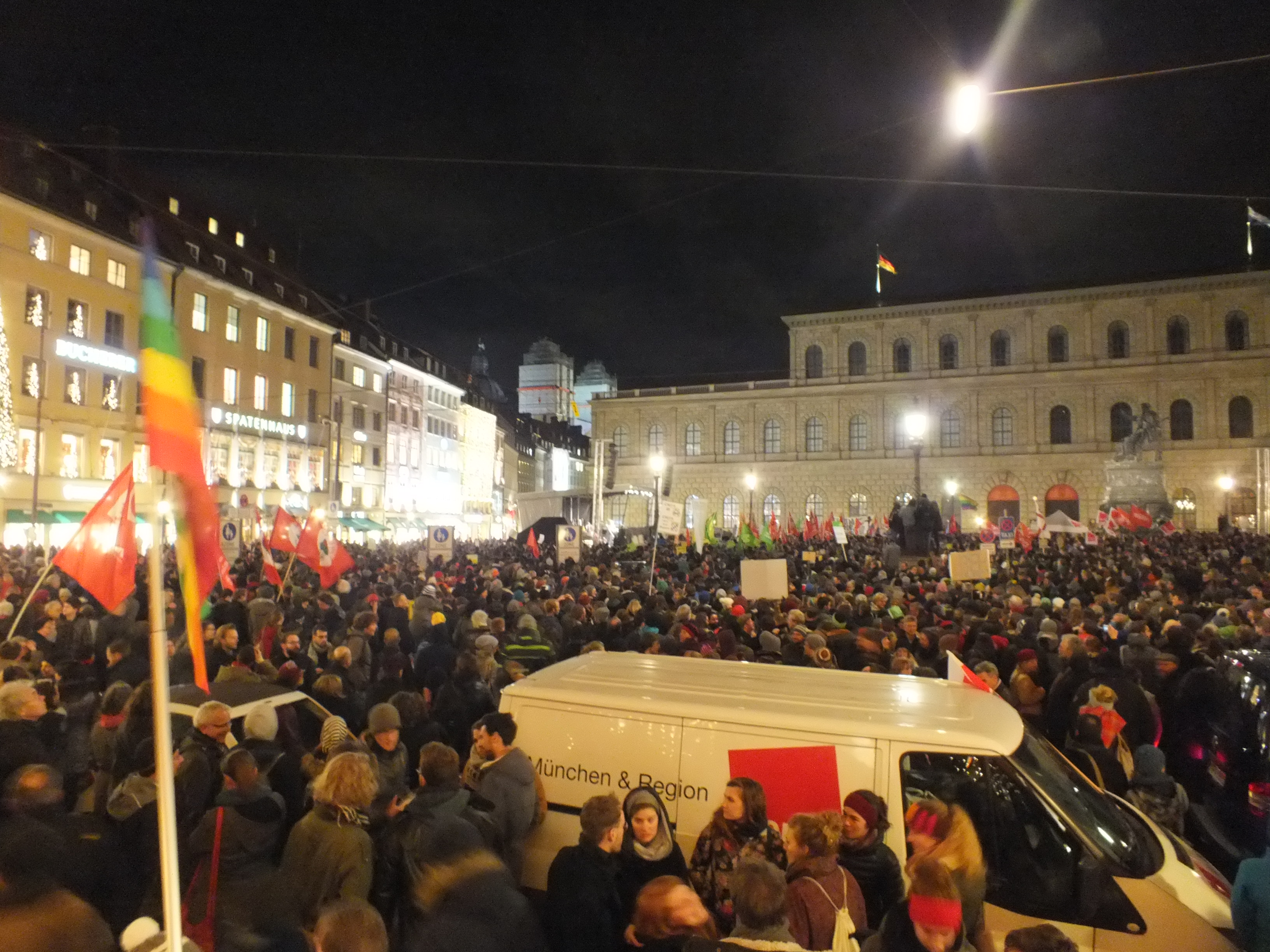
Protest anti-PEGIDA la München (22 dec. 2014)

În decembrie 2014 PEGIDA a publicat un manifest în care aceasta declară lupta pentru protejarea culturii creștine din Germania și toleranței față de musulmanii moderați. Islamismul este numit drept o ideologie misogină și violentă. Manifestul afirmă că refugiații de război ar trebui să primească azil în Germania, acesta solicită, de asemenea, că măsurile existente pentru dispersarea refugiaților sunt inadecvate și inumane. PEGIDA favorizează o alocare mai descentralizată a fondurilor și partajarea numărului de imigranți în Uniunea Europeană. PEGIDA vrea o politică de imigrare germană bazată pe experiența Țărilor de Jos și a Elveției, pentru a facilita integrarea străinilor în societatea germană. 
Legile existente trebuie să fie strict respectate, poliției ar trebui să i se acorde o finanțare suplimentară, precum și afluxul de refugiați și imigranți cu antecedente penale ar trebui excluși din țară. În plus, PEGIDA opune restricții față de libertatea de exprimare impusă pe cauze de gen și corectitudinii politice.

## Legături externe
- Materiale media legate de PEGIDA la Wikimedia Commons
- Pagina oficială pe Facebook